# Diecezja Motherwell
Diecezja Motherwell – diecezja Kościoła rzymskokatolickiego w południowej Szkocji, w metropolii Glasgow. Powstała 25 maja 1947 roku w wyniki wyłączenia części terytorium z archidiecezji Glasgow. Zajmuje pierwsze miejsce wśród szkockich diecezji pod względem procentowego udziału katolików w całej populacji. Na terenie diecezji współczynnik ten wynosi 26,1% (2004). Siedzibą biskupa jest Motherwell